# Sibbofjärden
Sibbofjärden (finska: Sipoonselkä) är en fjärd i kommunen Sibbo i landskapet Nyland. Den ligger söder om Sibbo inre skärgård och nordväst om de till Borgå hörande Bodö och Pörtö. Skärgårdsfarlederna österut från Helsingfors går över fjärden.
I eller vid Sibbofjärden ligger Fagerö och Tallholmen, som är friluftsområden för Helsingfors respektive Vanda. Också från Sibbo friluftsområde Storsand på Norrkullalandet har man utsikt över fjärden.